# Islamia hadei
Islamia hadei е вид коремоного от семейство Hydrobiidae. Видът е критично застрашен от изчезване.